# Momayyez
El momayyez (coma a media altura «٫») es un separador decimal usado en el mundo árabe y en Irán.
Se utiliza para separar decimales.
Para separar secuencias de tres dígitos puede usarse una coma o un espacio en blanco (en cualquier caso esto no es una regla estricta).
En Unicode se escribe U+066B.